# Maison du patrimoine de Tusson
La Maison du patrimoine de Tusson, parfois abrégée en « la Maison du patrimoine », est un établissement, situé à Tusson dans le département de la Charente, qui est constitué pour l'essentiel d'un musée installé dans le logis Marguerite de Navarre et d'un jardin monastique. L'ensemble est géré par le club Marpen.

## Histoire du bâtiment
La maison du patrimoine est installée dans le logis de Marguerite d'Angoulême dite Marguerite de Navarre, ou Marguerite de Valois. Ce bâtiment, où séjournait la sœur aînée du roi de France Ier lorsqu'elle allait faire retraite au prieuré des Dames, date du XVIe siècle. Il s'appuie sur un fragment de l'enceinte fortifiée du XIVe siècle. De la Renaissance subsistent, la façade sur rue, les deux escaliers à vis, une cheminée, un cellier. La tradition rapporte que c'est lors d'un séjour à Tusson en 1547, que Marguerite d'Angoulême apprit la mort son frère et qu'elle y écrivit certains de ses textes (dont Le navire, consolation du roi François Ier à sa sœur Marguerite)
Au XIXe siècle, une citerne voûtée fut remblayée. Le bâtiment propriété de la commune de Tusson est protégé au titre des monuments historiques :  inscription par arrêté du 4 octobre 1994.
De 1995 à 2006, le logis fit l'objet d'une restauration complète par la commune de Tusson et le club Marpen.

## Le musée
Il se situe dans une maison datant du XVIe siècle où séjourna Marguerite de Navarre, ou plus probablement sa maisnie. Ce logis s'appuie sur un fragment de l'enceinte fortifiée du XIVe siècle. Actuellement, c'est la Maison du patrimoine, gérée par le club Marpen, qui l'occupe. Il abrite un musée réunissant de nombreuses pièces de mobilier, des céramiques, ainsi que des salles reconstituant un intérieur XVIIIe et XIXe siècles ; une salle est réservée à l'histoire du chanvre et du tissage.
Des salles sont également consacrées à des expositions temporaires. Prochainement[Quand ?] il sera procédé à la mise en valeur les périodes néolithiques et fontevristes.
Une salle est consacrée à Marguerite de Navarre.

## Le fonds d'archives ethnologiques
Le club Marpen possède également un fonds d'archives ethnologiques publiques et privées provenant de la commune de Villejésus, des témoignages audiovisuels des traditions religieuses et artisanales de la région, une collection de cartes postales, des lithographies religieuses, des cartes murales du début du XXe siècle, près de 10 000 photographies consacrées au patrimoine architectural local…

## Le jardin monastique
La maison du patrimoine s'ouvre sur le jardin monastique médiéval enclos de murs. La protection des plantations est constituée de claies tressées en bois de châtaignier.
On peut y visiter : le jardin des senteurs, le jardin des simples (dessiné selon le plan de Saint-Gall).
Le jardin avait obtenu en 2006 le label «  Jardin remarquable ».

## Les actions de sensibilisation au patrimoine
Le club Marpen mène des actions de sensibilisation du public à la notion de patrimoine socio-culturel par :
- des classes « patrimoines » tendant à sensibiliser un public jeune à la notion de patrimoine sur les thèmes de :
  - la préhistoire,
  - le Moyen Âge,
  - le patrimoine bâti,
  - le patrimoine ethnologique et culinaire,
  - l'archéologie,
  - les plantes et l’environnement,
  - les métiers traditionnels du bâtiment,
  - les techniques artistiques ancestrales,
- des ateliers de pratiques artistiques (A.P.A.C.),
- des interventions en milieu scolaire,
- des conférences sur des thèmes variés.